# René Thierry
Pour les articles homonymes, voir Thierry.
René Thierry (né Thierry Baetslé en 1932 à Bruxelles et mort le 13 septembre 2012) est un journaliste belge de radio et de télévision.

## Biographie
René Thierry est d'abord grand reporter en Afrique.
Titulaire d'un brevet de pilote professionnel, il s'est également spécialisé sur les sujets aéronautiques.
Il est le présentateur vedette du journal télévisé de la RTBF des années 1950 au début des années 1990.